# Los Mosquitos (dúo humorístico)
Los Mosquitos es un dúo humorístico y musical de Argentina. Fue uno de los once grupos elegidos, entre Uruguay, Chile y Argentina para actuar en la  Expo Les Luthiers, organizada para festejar los 40 años del grupo de música-humor Les Luthiers.
Sus actuaciones están basadas en la utilización de elementos humorísticos como chistes, cuentos, personajes, recitados, instrumentos informales y en canciones en las que participa el público. Las composiciones son propias.

## Historia
La agrupación musical Los mosquitos nació el 25 de marzo de 1989 conformada por Gerardo Gutiérrez y los hermanos Eduardo y Nestor Canale. Poco después Nestor se retira de la misma y esta pasa a denominarse Dúo Humorístico Musical Los Mosquitos. Esta denominación se ha mantenido en el tiempo aunque entre el año 1990 y 2000 participó Guido Christensen, en labores de representación y composición, esto último compartido con Gerardo y Eduardo.
El nombre de Los Mosquitos proviene de la pandilla de los mosquitos, un grupo de amigos de Saldungaray y Sierra de la Ventana.
Los Mosquitos han participado como humoristas en diferentes programas de la emisora de radio  LU2 Radio Bahía Blanca entre los años 1993 y 2009.

## Participaciones y premios
Radio
- Nominados para el Martín Fierro por Mejor Labor Humorística en radio (1996)
- Humor en radio en Estudio Playa, el programa de Juan Alberto Badía (Pinamar febrero del 2000).
- Ganadores del premio Inodoro Pereyra de bronce en el Festival Publicitario del Interior FePI (Rosario 2007) Publicidad realizada para la agencia Proyección Publicitaria.
- Ganadores del premio Inodoro Pereyra de plata en el Festival Publicitario del Interior FePI (Córdoba 2008) Publicidad realizada para la agencia Proyección Publicitaria.
- Ganadores de 2 premios Inodoro Pereyra de bronce en el Festival Publicitario del Interior FePI (Mar del Plata 2009) Publicidades realizadas para la agencia Proyección Publicitaria.

Televisión
- Imagen de Radio (con Juan Alberto Badía-1997).
- Gente de la mañana (Radio Caracas TV - Venezuela - 1997)
- Cada día (Televen - Venezuela -  1997).
- A la medida (Venezolana de Televisión - Venezuela-1997).

Actuaciones internacionales
- XV Festival internacional de teatro de occidente (Venezuela - 1997).
- Expo Les Luthiers en el marco de los festejos del 40.º aniversario del grupo de música-humor.

## Espectáculos
- No aplaudan que nos matan
- El humor que pica
- Siete años con humor
- De nuevo nada nuevo[2]
- El humor que hace roncha[3]
- Humor como por arte de magia (con el Mago Radagast)[4]
- Haciendo reír
- Los mosquitos en la Expo Les Luthiers
- Un humor de verano
- VENITE al VEINTE[5]
- 25 AÑOS... LAS JODAS DE PLATA[6][7]